# Strange Pleasure
Strange Pleasure is het debuutalbum van Galliard. Sinds de oprichting van band kreeg zij steeds meer aanbiedingen voor concerten. Voor een Midzomernachtconcert in Zweden belandde de muziekgroep in het gezelschap van onder meer Hawkwind, Alexis Corner, Dream Police, Juicy Luicy, Gun en High Tide. De van oorsprong drummer Phil Wainman (later manager van Bay City Rollers) trok Galliard de studio in om hun eerste album op te nemen. De stijl is die van een vroege Chicago en Blood, Sweat & Tears, maar ook folkinvloeden ontbraken niet.

## Musici
- Dave Caswell – trompet, achtergrondzang
- Geoff Brown – ritmegitaar,
- Andy Abbott – basgitaar, zang
- Richard Pannel – gitaar, luit, achtergrondzang
- Les Podraza – slagwerk
- John Smith – sopraansaxofoon, altsaxofoon, tenorsaxofoon

## Muziek
| Nr. | Titel                            | Duur |
| --- | -------------------------------- | ---- |
| 1.  | Skilet (Brown)                   | 3:36 |
| 2.  | A modern day fairy tale (Brown)  | 3;16 |
| 3.  | Pastorale (Caswell)              | 2:29 |
| 4.  | I wrapped her in ribbons (Brown) | 3:52 |
| 5.  | Children of the sun (Brwon)      | 3:46 |

| Nr. | Titel                        | Duur |
| --- | ---------------------------- | ---- |
| 1.  | Got to make it (Caswell)     | 4:00 |
| 2.  | Frog Galliard (Brown)        | 3:22 |
| 3.  | Blood (Brown)                | 3:47 |
| 4.  | Hear the colours (Brown)     | 3:48 |
| 5.  | I wanna be back home (Brwon) | 4:54 |

| Nr. | Titel                                   | Duur |
| --- | --------------------------------------- | ---- |
| 1.  | The hermit and the knight               | 2:42 |
| 2.  | I wrapped het in ribbons (singleversie) | 3:09 |